# 拉斯洛馬斯區
拉斯洛馬斯區（西班牙語：Distrito de Las Lomas），是秘魯的一個區，位於該國西北部皮烏拉大區的皮烏拉省，始建於1936年4月3日，面積522.47平方公里，海拔高度236米，2005年人口26,547，人口密度每平方公里51人。